# Торянсэ
Торянсэ (яп. 通りゃんせ То:рянсэ, «Пожалуйста, проходите») — японская народная детская песня (варабэ-ута). Поётся при песенной игре: двое водящих встают лицом друг к другу и поднимают вверх соединённые руки, а остальные проходят под этой «аркой», пока звучит песня. Когда она заканчивается, водящие быстро опускают руки, и если игрок не успевает убежать, то меняется местами с одним из водящих. Игра «Торянсэ» сильно напоминает английскую игру «London Bridge Is Falling Down» и — отдалённо — русский «ручеёк».
Песня «Торянсэ» представляет собой диалог, в котором один из участников просит разрешить ему пройти к синтоистскому храму ками Тэндзина, покровителя наук и учёбы. Просящему отвечают, что просто так пройти нельзя. Он говорит, что его дочери исполнилось 7 лет (в старой Японии считалось, что в семь лет у девочек заканчивается детство, и этот возраст специально отмечался на празднике Сити-го-сан). Проситель говорит, что хочет отпраздновать семилетие дочери и идёт в храм взять там офуду (амулет). После такого ответа его пропускают.
Песня была известна в Японии задолго до периода Мэйдзи (1868—1912). По мнению музыканта Сумио Готоды (後藤田 純生), она происходит от диалогов путешественников и охранников на дорожных постах, которых было много в древней Японии. В настоящее время «Торянсэ» нередко играют светофоры в качестве звукового ориентира для слабовидящих, когда зажигается зелёный свет, хотя в 2010-е годы мелодию начали заменять механическими звуками или щебетанием птиц.

## Текст
| Японский | Транскрипция | Перевод |
| --- | --- | --- |
| 通りゃんせ 通りゃんせ ここはどこの 細道じゃ 天神様の 細道じゃ ちっと通して 下しゃんせ 御用のないもの 通しゃせぬ この子の七つの お祝いに お札を納めに 参ります 行きはよいよい 帰りはこわい こわいながらも 通りゃんせ 通りゃんせ | То:рянсэ, то:рянсэ. Коко ва доко но хосомити дзя? Тэндзин-сама но хосомити дзя. Титто то:ситэ кудасянсэ. Гоё: но най моно то:сясэну. Коно ко но нанацу но о-иваи ни Офуда о осамэ ни маиримасу. Ики ва ёи-ёи, каэри ва коваи Коваи нагара мо То:рянсэ, то:рянсэ. | Пожалуйста, проходите, проходите. Куда ведёт эта тропка? К храму Тэндзина. Пожалуйста, разрешите мне пройти. Без дела не пустим. Моей дочке исполнилось семь, и чтобы отпраздновать это Я иду в храм взять офуду. Туда идти хорошо, а возвращаться будет страшно, Но даже если страшно, Пожалуйста, проходите, проходите. |